# Paul Josef Cordes
Paul Josef Cordes (Kirchhundem, Alemania, 5 de septiembre de 1934-Roma, 15 de marzo de 2024) fue un cardenal alemán, presidente del Pontificio Consejo Cor Unum.

## Biografía
Después de terminar sus estudios primarios, comenzó su carrera de medicina. En 1956, sintió surgir en él la vocación al sacerdocio y abandonó sus estudios universitarios, entró en el seminario de Paderborn. Durante este período también asistió a un curso de un año en el seminario universitario de Lyon.
Fue ordenado sacerdote el 21 de diciembre de 1961. Después de desarrollar durante un período su trabajo pastoral en diversas parroquias de la diócesis, en 1969 reanudó sus estudios asistiendo a un curso de teología dogmática en la Universidad de Maguncia. En 1971 obtuvo el título en teología con la tesis: "Sendung zum Dienst – exegetische, historische und systematische Studien zum Konzilsdekret 'Vom Dienst und Leben der Priester' “ , publicado en 1990 en Italia por Piemme (Casale Monferrato), con el título: Enviados para servir. Presbyterorum ordinis: historia, exégesis, temas, sistemática.
El cardenal Döpfner en 1972, entonces presidente de la Conferencia Episcopal Alemana, le nombró secretario de dicha Conferencia. Durante este período, en virtud de su cargo, comenzó a trabajar con asociaciones, movimientos eclesiales y con diferentes instituciones en Alemania. Experiencia que puso a disposición del Sínodo de la Diócesis de la República Federal de Alemania, que tuvo lugar entre 1972 y 1975, a la que asistieron obispos, sacerdotes y laicos. El sínodo fue convocado deliberar y tomar decisiones de carácter pastoral.
Por Pablo VI fue elegido Obispo titular de Nish y nombrado obispo auxiliar de Paderborn el 27 de octubre de 1975. Recibió la ordenación episcopal el 1 de febrero de 1976.
En 1980, el papa Juan Pablo II lo llamó a servir a la Curia Romana nombrándole vicepresidente del Consejo Pontificio para los Laicos que era presidido por el Cardenal Opilio Rossi. Luego siguió el nombramiento de consultor para otras oficinas de la Curia romana.
El papa también le nombró a título personal para seguir el apostolado de la Oficina Internacional de Renovación Carismática Católica (RCC) y el Camino Neocatecumenal, cargo que ocupó hasta diciembre de 1995.
Fue miembro fundador del Centro Internacional Juvenil San Lorenzo, junto al Cardenal Opilio Rossi presidente del Consejo Pontificio para los Laicos (marzo de 1976 - abril de 1984), siendo Mons. Peter Coughlan el subsecretario y Mons. Józef Michalik responsable de la oficina de la Juventud del mencionado Pontificio consejo.
El Centro San Lorenzo fue creado por el Papa Juan Pablo II y fue inaugurado el 13 de marzo de 1983 en Roma por el mismo Juan Pablo II en persona.
El Centro nació como lugar de formación y alojamiento de los jóvenes peregrinos a Roma y fue la antesala de las Jornadas Mundiales de la Juventud que él mismo Juan Pablo II fundaría el Domingo de Ramos de 1984 y que fueron organizadas entre los años 1984 y 1996 por el presidente del Consejo Pontificio para los Laicos el Cardenal argentinoEduardo Pironio.
El 2 de diciembre de 1995, Mons. Cordes fue ascendido a la dignidad de arzobispo y nombrado Presidente del Pontificio Consejo "Cor Unum".
Es autor de varias publicaciones, especialmente por su conocimiento de los movimientos y las nuevas comunidades eclesiales.
Los más recientes son: La participación activa en la Eucaristía: participación activa en pequeñas comunidades (1996), Signos de esperanza. Movimientos y nueva realidad en la vida de la Iglesia en vísperas del Jubileo (1998), El eclipse del Padre. Un grito (2002).
En los últimos años le han sido confiadas numerosas misiones para llevar a diversos lugares del mundo la caridad y la solidaridad del papa.
Participó en los trabajos del Congreso de Cáritas en la Federación Rusa, celebrado en Moscú del 18 al 21 de octubre de 2007. En esta ocasión realizó una visita a Novosibirsk, donde se reunió con las Misioneras de la Caridad de la Madre Teresa de Calcuta, que han estado trabajando durante años en esta área, y con el personal de la escuela franciscana local. El 18 de octubre en Moscú se reunió con el patriarca Alejo II de la Iglesia Ortodoxa Rusa.
Es presidente emérito del Pontificio Consejo "Cor Unum" desde el 7 de octubre de 2010.
El Papa Benedicto XVI lo creó cardenal en el Consistorio del 24 de noviembre de 2007, con la diaconía de San Lorenzo en Piscibus.
El Cardenal Cordes es miembro de las Congregaciones para las Causas de los Santos, para la Evangelización de los Pueblos, para el Clero y para los Obispos. Y miembro del Pontificio Consejo para la Justicia y la Paz.

## Obras
- El eclipse del padre. Palabra. 2003. ISBN 9788482397320.
- Signos de esperanza: retrato de siete movimientos eclesiales. Fundación Eduardo Bonnín. 1998.
- In the Midst of Our World: Forces of Spiritual Renewal. Ignatius Press. 1988. ISBN 9780898702088.
- Why Priests? Answers Guided by the Teaching of Benedict XVI. Scepter Publishers. 2010. ISBN 9781594170867.
- Call to Holiness: Reflections on the Catholic Charismatic Renewal. Liturgical Press. 1997. ISBN 9780814658871.